# 王之屏 (嘉靖進士)
王之屏（1534年—？年），字汝藩，號介石，直隸鳳陽府潁州人，明朝嘉靖年間政治人物。

## 生平
治《詩經》，由州學生中式嘉靖三十七年（1558年）戊午科應天府鄉試第三十名舉人，嘉靖四十四年（1565年）乙丑科會試三十三名，第三甲第二百九十三名進士。吏部观政，四十五年三月授永嘉知县，隆慶四年（1570年）三月行取，十月升户部主事，万历三年（1575年）二月升员外，四年二月升郎中，五年正月升建昌知府，九年五月升云南副使，十年八月丁忧。十三年十月復除河南，万历十六年（1588年）正月，由河南副使升为浙江左参政。二十年二月升本省按察使，二十一年四月升福建右布政使，二十三年降山东按察使，二十六年（1598年）五月升云南右布政使，二十七年致仕。

## 家族
曾祖王舉，祖王環，父王崇儒，母劉氏；繼母李氏。兄之民；之居，弟之槙；之鳳。
| 官衔          | 官衔                                 | 官衔          |
| ------------- | ------------------------------------ | ------------- |
| 前任： 程文著 | 明朝永嘉县知县 嘉靖四十五年-隆慶四年 | 繼任： 伍士望 |